# Cydia fagiglandana
Espèce
Cydia fagiglandana, nommé en français Carpocapse des faines, Carpocapse des glands et Tordeuse du chêne, est un insecte lépidoptère de la famille des Tortricidae qui vit dans presque toute l'Europe. Sa chenille se nourrit de fruits forestiers comme les faînes, les glands et les châtaignes.

## Description

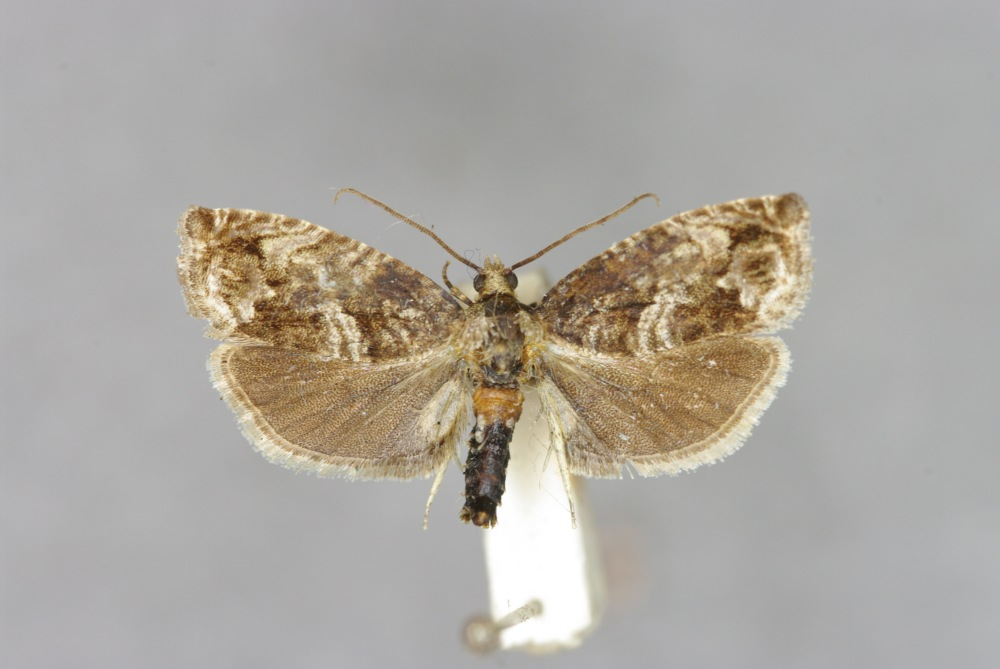
Imago Cydia fagiglandana'.'

L'imago de la Tordeuse du chêne présente une envergure de 12 à 16 mm. Ses ailes antérieures sont brun-noir irisées de blanchâtre, traversées par des paires de fines rayures brun foncé. La tache basale est légèrement plus foncée, le bord est fortement anguleux. L'ocelle à l'intérieur de cette tache est bordé de plomb métallisé, entourant quelques marques noirâtres. Ses ailes postérieures sont sombres. Il n'y a pas de dimorphisme sexuel marqué,.
La chenille est d'abord blanchâtre puis jaunissant et rougissant avec l'âge. Des bandes transversales rouges apparaissent progressivement sur la face dorsale de même que des plaques rougeâtres arrondies et verruqueuses. La tête est relativement grande, brillante, de couleur brun ocracé un peu clair ; le bouclier prothoracique est brun clair, assez grand, tandis que le bouclier anal, de la même couleur, est très petit,.

## Aire de distribution
Cydia fagiglandana est présent dans une grande partie de l'Europe, principalement au centre et à l'ouest du continent, comme en Angleterre, en France, en Allemagne, en Belgique, au Danemark, dans le sud de la Suède, en Autriche, en Tchécoslovaquie, en Yougoslavie et dans les pays des Balkans, dans le nord de l'Italie, au Portugal et, enfin, en Espagne,.
Il suit principalement la zone géographique occupée par le Hêtre européen et le Chêne vert.

## Biologie

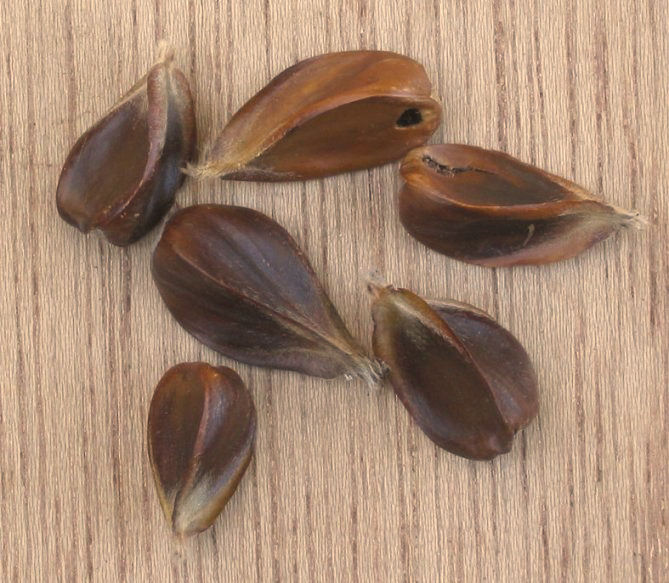
Faînes où un trou de sortie d'une chenille Cydia fagiglandana est visible.

L'activité des imagos est nocturne et estivale. Carpophage, la chenille se nourrit des faînes, des glands et des châtaignes. La femelle, une fois fécondée, pond ses œufs un par un sur le fruit nouvellement formé. Une fois éclose, la chenille nouveau-née perce la tendre paroi pour consommer le fruit en formation se développant à mesure qu'il mûrit. Un seul gland et une seule châtaigne suffisent au développement complet d'une chenille alors que plusieurs faînes sont nécessaires. Le fruit tombe de lui-même au sol et est abandonné par la chenille pour filer un cocon de soie sous la litière de feuilles et y reste sous cette forme en diapause hivernale jusqu'au début du printemps, où elle forme sa chrysalide, stade qui ne dure en moyenne qu'une quinzaine de jours jusqu'à l'émergence de l'imago. Cette espèce semble univoltine.

## Impact parasitaire
En réduisant la régénération des forêts et la récolte de fruits, l'impact écologique et économique de cette espèce est important sur les arbres européens comme le Chêne vert, le Chêne liège, le Chêne kermès, le Chêne rouvre, le Hêtre européen et le Châtaignier commun. La densité de ses populations fluctue considérablement d'une année à l'autre. L'espèce est en compétition sur ces ressources alimentaires avec le Balanin des châtaignes, Curculio elephas,,.

## Confusions possibles
Semblable à Cydia splendana, l'imago de Cydia fagiglandana s'en différencie par un contraste plus faible entre les couleurs claires et sombres.
L'identification des faînes et des graines de hêtre attaquées par cette espèce est simple, car un petit trou rond d'un peu moins d'un millimètre de diamètre est visible sur les fruits infestés. Par contre, sur les glands et les châtaignes, la présence des chenilles est facilement confondue avec celles de C. splendana dont les chenilles sont blanchâtres et aussi avec les dégâts causés par les larves des Balanins, notamment Curculio elephas, dont les trous de sortie peuvent prêter à confusion.

## Synonymie
Cydia fagiglandana a pour synonymes :
- Cydia fagiglandana subsp. corsica Gibeaux, 1999
- Cydia grossana Haworth, 1811
- Cydia nimbana
- Tortrix fagiglandana Zeller, 1841 (basionyme)
- Tortrix grossana Haworth, 1811